# Caulobacter
Caulobacter crescentus es una bacteria gram negativa oligotrofa distribuida ampliamente en el suelo, lagos de agua dulce, corrientes y agua de mar. Desempeña un papel importante en el ciclo del carbono.
Caulobacter es un modelo importante para el estudio de la regulación del ciclo celular y de la diferenciación celular. Caulobacter produce dos tipos de células hijas muy diferentes una de otra. Una es una célula swarmer que dispone de un flagelo con el que puede nadar. La otra, denominada stalked, se fija a una superficie mediante una especie de tallo que segrega un material adhesivo en el extremo. La replicación del ADN y la división celular se producen solamente en las células no nadadoras que es la que contiene holdfast que es un apéndice único de esta especie que ayuda a adherirse a la materia inerte para su alimentación .
Poseen una sola proteca filiforme, polar muy fina con un grosor de 2 μm y de 2 μm a 3 μm  de longitud. Puede adaptarse bien a diferentes circunstancias gracias a las diferentes formas que tiene de alimentarse
Caulobacter crescentus es una bacteria ubicada en suelo, agua dulce y marina sobreviviendo a menudo en ambientes pobres en alimento. El ciclo vital dimorfo muy probablemente le proporcione una ventaja competitiva en tales condiciones. La célula fija puede esperar al alimento, mientras que la célula nadadora lo puede buscar. El material adhesivo es uno de los pegamentos naturales más fuertes que se conoce.

## Envejecimiento
Caulobacter fue la primera bacteria asimétrica (es decir, con un ciclo vital no simétrico) en la que es posible calcular la edad. Se midió la senectud reproductiva a medida que se producía la declinación en la cantidad de progenie en un cierto plazo. Un fenómeno similar se ha descrito desde entonces en la bacteria Escherichia coli, que produce células hijas morfológicamente similares.